# Arrington (Wirginia)
Arrington – jednostka osadnicza w Stanach Zjednoczonych, w stanie Wirginia, w hrabstwie Nelson.